# Yes, Your Grace
Yes, Your Grace ist ein Rollen- und Strategiespiel, das von Brave At Night entwickelt und von No More Robots veröffentlicht wurde. Es erschien am 6. März 2020 für Microsoft Windows und macOS, am 26. Juni 2020 für Nintendo Switch und Xbox One und am 10. November 2020 als einer der ersten Titel für Xbox Series. Yes, Your Grace dreht sich um die Verwaltung eines kleinen Königreichs, in dem der Spieler mit begrenzten Ressourcen auskommen muss. Das Spiel war mehrere Jahre in Entwicklung und wurde stark von den winterlichen Bedingungen in Polen beeinflusst. Es hat von Kritikern überwiegend positive Bewertungen bekommen.

## Spielmechanik
Yes, Your Grace ist ein Managementspiel, in dem es darum geht, ein Königreich zu regieren. Im Mittelpunkt steht der Spielercharakter, König Eryk von Davern, und das Spiel basiert stark auf binären Entscheidungen darüber, wie auf verschiedene Ereignisse im Königreich reagiert werden soll. Das Spiel ist in wöchentliche Runden unterteilt, in denen Ereignisse in Form von Bittstellern am Königshof präsentiert werden. Der Spieler muss Geld und Vorräte verwalten und gleichzeitig das Militär sowie eine begrenzte Anzahl von Generälen, Hexen und Jägern leiten.

## Handlung
König Eryk regiert das Königreich Davern zusammen mit seiner Frau Königin Aurelea und seinen Töchtern Lorsulia, Asalia und Cedani. Da Eryk noch keinen Sohn hat, könnte es zu Problemen mit der Thronfolge kommen, wenn er stirbt. Außerdem droht König Beyran aus dem benachbarten barbarischen Land Radovia, Davern anzugreifen, wenn Eryk ihm nicht Lorsulia zur Frau gibt. In seiner Verzweiflung arrangiert Eryk die Hochzeit von Lorsulia mit Prinz Ivo von Atana, einem großen und reichen Königreich, das Radovia mehr als gewachsen ist. Ivo und sein Vater König Talys kommen zur Hochzeit nach Davern, doch Talys stirbt an einem vergifteten Getränk. Ivo beschuldigt Eryk des Mordes und droht mit Krieg, sodass Eryk gezwungen ist, die Schuld auf einen der Hochzeitsgäste abzuwälzen. Nachdem Gerechtigkeit geübt wurde, geht die Hochzeit weiter und das Bündnis ist gesichert.
Trotz des Bündnisses mit Atana findet Eryk heraus, dass man Ivo nicht ganz trauen kann, da er ein grausamer und sadistischer Mann ist, der Lorsulia regelmäßig misshandelt. Um sich besser auf die Invasion Radovias vorzubereiten, macht sich Eryk daran, die Loyalität seiner Adligen zu sichern und das Königreich zu verbessern, um seine eigene Armee aufzubauen. Als die radovianische Armee eintrifft, sammelt Eryk alle Kräfte, die er aufbringen kann, und zieht in die Schlacht. Während der Schlacht treffen jedoch die von Atana versprochenen Verstärkungen nicht ein, sodass Eryk gezwungen ist, allein zu kämpfen. Die Schlacht endet schließlich mit einem Sieg, als eine Lawine die Radovianer unter sich begräbt, jedoch erleiden Eryks Streitkräfte schwere Verluste und seine Adligen beschließen, ihm ihre Unterstützung zu entziehen.
Unterdessen nutzt Ivo die Lawine als Vorwand, um Davern der Hexerei zu bezichtigen, lässt Lorsulia auf dem Scheiterhaufen verbrennen und verspricht, seine Armee zu schicken, um Davern zu vernichten. Eryk ist gezwungen, andere Könige aus benachbarten Ländern um Hilfe zu bitten. Unterdessen erreichen Beryan und die überlebenden Radovianer Davern. Es stellt sich heraus, dass sie lediglich Flüchtlinge sind, die vor einem Bürgerkrieg in ihrem Heimatland geflohen sind. Eryk kann entscheiden, ob er Beryan und die Radovianer hinrichten lässt oder sie verschont und ihnen erlaubt, sich in Davern niederzulassen. Eryk kann auch beschließen, ein magisches Ritual durchzuführen, um sicherzustellen, dass sein nächstes Kind mit Aurelea ein Junge wird, wobei jedoch das Risiko besteht, dass Aurelea oder das Kind sterben, wenn das Ritual nicht korrekt durchgeführt wird.
Schließlich führt Ivo seine Armee nach Davern und belagert Eryks Festung. Je nachdem, wie gut Eryk sich vorbereitet hat, kann seine Armee leichte oder schwere Verluste erleiden, und seine Familie kann während der Belagerung getötet werden. Die Belagerung wird schließlich gebrochen und Ivo gefangen genommen. Eryk erkennt, dass es Ivo war, der Talys bei der Hochzeit vergiftet hat. Eigentlich war Eryk Ivos Ziel, aber die Becher wurden versehentlich vertauscht und Talys wurde stattdessen getötet. Eryk muss sich nun entscheiden, ob er Ivo hinrichten oder einsperren will.
Wenn Eryk die falschen Entscheidungen getroffen oder sich nicht ausreichend auf den Angriff vorbereitet hat, verliert er seine Familie während der Belagerung und Davern versinkt im Chaos, wenn er schließlich ohne Erben stirbt. Wenn Eryk die richtigen Entscheidungen getroffen und alle notwendigen Vorbereitungen getroffen hat, überlebt seine ganze Familie und er führt Davern in ein neues goldenes Zeitalter, das von seinem Sohn gesichert wird.

## Entwicklung
Yes, Your Grace wurde ursprünglich von dem Spiel Papers, Please aus dem Jahr 2013 und dem Spiel Crusader Kings II aus dem Jahr 2012 inspiriert. Die Entwicklung des Spiels begann 2015 mit einer Kampagne auf Kickstarter. Das Spiel war fünf Jahre lang in der Entwicklung und wurde größtenteils in einem Dorf in Polen entwickelt. Die relative Abgeschiedenheit des Dorfes war ein wichtiger Faktor bei der Entwicklung, da die Landschaft und die harten Winter einen erheblichen Einfluss auf das Spieldesign hatten.

## Veröffentlichung
Yes, Your Grace erschien am 6. März 2020 auf Steam und GOG.com und spielte am ersten Wochenende 600.000 US-Dollar ein, was als Erfolg gewertet wurde. Der Erfolg des Spiels wurde auf einen coolen Trailer und die Verfügbarkeit von Übersetzungen in viele verschiedene Sprachen zum Zeitpunkt der Veröffentlichung zurückgeführt. Die Versionen für Nintendo Switch und Xbox One kamen am 26. Juni 2020 raus, während die Version für Xbox Series am 10. November 2020 als Launch-Titel für beide Konsolen veröffentlicht wurde.

## Rezeption
Yes, Your Grace hat von Kritikern im Allgemeinen positive Bewertungen bekommen. Nicole Carpenter hat in einem Artikel auf Polygon das Spiel positiv bewertet und das langsame Tempo sowie die Möglichkeit, Savescums zu verhindern, gelobt. Paul Tamayo hat in einem Artikel auf Kotaku eine positive Bewertung abgegeben und das Spiel als „unterhaltsamen Ausweg aus der Angst“ und „wirklich coole Rückbesinnung“ bezeichnet, während er einige Situationen im Spiel als „konservative Radio-Alptraum-Simulationen“ kritisiert hat. Luke Kemp von PC Gamer gab ebenfalls eine positive Bewertung ab, lobte das Skript des Spiels und fand die Animation besonders gut, kritisierte jedoch die „ablenkenden“ atmosphärischen Wechsel. Rob Mundy von Nintendo Life gab dem Spiel 7 von 10 Sternen, lobte das Skript und die Darstellung des mittelalterlichen Lebens, fand jedoch, dass es sich „unfair hart“ anfühlen könne.
Chris Bratt schrieb in PCGamesN ebenfalls eine Bewertung von 7/10 und lobte die Darstellung der Beziehung zwischen König Eryk und seiner Familie, während er fand, dass dem Spiel wirklich einschneidende Entscheidungen fehlten, da die meisten wichtigen Ereignisse seiner Meinung nach etwas vorhersehbar waren. Rob Gordon von Screen Rant gab eine gemischte Bewertung ab. Er fand, dass die Handlung des Spiels „glänzte“ und lobte die Charakterisierung, kritisierte aber auch, dass die vielen binären Entscheidungen in den Ereignissen zu Frustration führten, da seiner Meinung nach relativ unwichtige Dinge zu viele Ressourcen beanspruchten.
Malindy Hetfield schrieb in Eurogamer eine negative Rezension und meinte, dass das Spiel keine Gefühle für die Charaktere wecke und sowohl mechanisch frustrierend sei als auch unter Toninkonsistenzen leide, lobte aber die Grafik des Spiels.

## Nachfolger
Eine Fortsetzung mit dem Titel Yes, Your Grace: Snowfall wurde im Juni 2023 angekündigt und am 8. Mai 2025 auf Steam veröffentlicht. Konsolenversionen für Xbox Series, Xbox One und Switch sollen noch im Laufe des Jahres 2025 erscheinen.